# Vie politique à Manosque
 (juillet 2023).
Cet article traite de la vie politique à Manosque, ville des Alpes-de-Haute-Provence.

## Le pouvoir municipal

### Auxixesiècle
Sous la monarchie de Juillet et encore plus sous la Deuxième République, Manosque se singularise à plusieurs reprises par son tempérament oppositionnel.  En 1831, le préfet des Basses-Alpes Dulac note que la « classe des cultivateurs » s'est entendue pour écarter une « grande partie de la classe élevée ». En conséquence, il a bien du mal à choisir un maire et deux adjoints parmi un conseil municipal composé de « notables enclins à l'opposition », véritable « parti populaire » mené par le négociant Elzéar Arbaud et le propriétaire légitimiste Léon de Loth. En 1834 ce parti populaire perd pied et des notables plus conservateurs contrôlent la municipalité, dont Damase Arbaud, maire en 1848. La révolution de 1848 le contraint à la démission ; un Comité républicain s'installe sous la conduite de Buisson, négociant en liqueurs.
On a pu parler de « ville rouge » pour décrire l'atmosphère politique de Manosque de 1848 à 1852. En 1849, Buisson est révoqué par le gouvernement, et même traduit devant la cour d'assises. Son remplaçant, Barthélémy, est un républicain tout aussi convaincu qui, en 1850, appelle les électeurs à élire au conseil général son prédécesseur (« Dans les premiers temps de la Chrétienté, les martyrs étaient sanctifiés ; aujourd'hui ils sont élus du peuple. » déclare-t-il). Le gouvernement n'ose pas révoquer Barthélémy jusqu'au coup d'État, de peur que son remplaçant ne soit encore plus problématique.
Avec le Var, le sud des Basses-Alpes est un des principaux noyaux de résistance au coup d'état de décembre 1851. Ted Margadant estime que 500 habitants de Manosque prennent alors les armes, sur une population totale de 5900 habitants.

### Auxxesiècle
1971 marque une date-charnière : l'élection municipale est beaucoup plus politisée que jusqu'alors. Une ferme opposition droite/gauche, qui reproduit le clivage au niveau national, conduit à l'abandon de la culture locale de compromis.

### Liste des maires
| Période        | Période       | Identité                | Étiquette    | Qualité                         |
| -------------- | ------------- | ----------------------- | ------------ | ------------------------------- |
| an VIII        | an XII        | Jean Raffin             | ...          | député à la Législative         |
| 1847           | 1848          | Damase Arbaud           | ...          | ...                             |
| 1851           | ....          | Joseph Buisson          | ...          | ...                             |
|                | 1888          | Honde                   |              |                                 |
| mars 1971      | mars 1977     | Jean Cabane             |              |                                 |
| mars 1977      | août 1980     | Robert Honde            | PRG          | Vétérinaire                     |
| septembre 1980 | janvier 1988  | Jean Cabane             | UDF          |                                 |
| janvier 1988   | juin 1995     | Louis Raffalli          | RPR          | Médecin                         |
| juin 1995      | mars 2001     | Robert Honde            | MRG          | Vétérinaire. Député (1997-2002) |
| mars 2001      | réélu en 2008 | Bernard Jeanmet-Péralta | RPR puis UMP |                                 |

## Résultats électoraux

### Élections législatives de 1981
André Bellon, élu député de la circonscription, l'emporte nettement à Manosque (52,45 % des suffrages exprimés) ce qui peut surprendre au vu de la victoire très nette de son adversaire Jean Cabanne à l'élection municipale partielle récente d'août 1980.

### Référendum sur le traité de Maastricht de 1992
Le « non » l'emporte de peu sur le « oui » : sur 8852 suffrages exprimés, 4429 se prononcent pour le non, et 4423 pour le oui. Il y a 287 blancs et nuls, et 3610 électeurs sur les 12749 inscrits ne participent pas au scrutin. 

### Élection présidentielle de 2012[14]
| Premier tour 22 avril 2012                      | Premier tour 22 avril 2012 | Premier tour 22 avril 2012 | Second tour 6 mai 2012 | Second tour 6 mai 2012 | Second tour 6 mai 2012 |
| Candidat                                        | Voix                       | Exprimés                   | Voix                   | Exprimés               |                        |
| Eva Joly                                        | 289                        | 2,45 %                     |                        |                        |                        |
| Marine Le Pen                                   | 2 238                      | 18,96 %                    |                        |                        |                        |
| Nicolas Sarkozy                                 | 3 294                      | 27,90 %                    | 5 769                  | 50,20 %                |                        |
| Jean-Luc Mélenchon                              | 1 542                      | 13,06 %                    |                        |                        |                        |
| Philippe Poutou                                 | 121                        | 1,02 %                     |                        |                        |                        |
| Nathalie Arthaud                                | 42                         | 0,42 %                     |                        |                        |                        |
| Jacques Cheminade                               | 29                         | 0,25 %                     |                        |                        |                        |
| François Bayrou                                 | 941                        | 7,97 %                     |                        |                        |                        |
| Nicolas Dupont-Aignan                           | 188                        | 1,59 %                     |                        |                        |                        |
| François Hollande                               | 3 114                      | 26,38 %                    | 5 722                  | 49,80 %                |                        |
|                                                 | Nombre                     | % des votants              | Nombre                 | % des votants          |                        |
| Inscrits                                        | 15 351                     |                            | 15 335                 |                        |                        |
| Votants                                         | 12 039                     | 78,42 %                    | 12 156                 | 79,27 %                |                        |
| Abstentions                                     | 3 312                      | 21,58 %                    | 3 179                  | 20,73 %                |                        |
| Exprimés Par rapport au nombre de votants       | 11 805                     | 98,06 %                    | 11 491                 | 94,53 %                |                        |
| Blancs ou nuls Par rapport au nombre de votants | 234                        | 1,94 %                     | 665                    | 5,47 %                 |                        |

### Élections législatives de 2012(Deuxième circonscription des Alpes-de-Haute-Provence)
| Candidat       | Candidat               | Parti          | Premier tour 10 juin 2012 | Premier tour 10 juin 2012 | Second tour 17 juin 2012 | Second tour 17 juin 2012 |
| Candidat       | Candidat               | Parti          | Voix                      | %                         | Voix                     | %                        |
| -------------- | ---------------------- | -------------- | ------------------------- | ------------------------- | ------------------------ | ------------------------ |
|                | Cyril Belmonte         | LO             | 22                        | 0,25                      |                          |                          |
|                | Brigitte Picard        | NPA            | 52                        | 0,60                      |                          |                          |
|                | Martine Carriol        | FG (PCF)       | 720                       | 8,27                      |                          |                          |
|                | Christophe Castaner    | PS             | 3 079                     | 35,36                     | 4 385                    | 51,99                    |
|                | Catherine Berthonnèche | EELV           | 315                       | 3,62                      |                          |                          |
|                | Yamina Guebli          | AEI            | 66                        | 0,76                      |                          |                          |
|                | Isabelle Verschuren    | MoDem          | 154                       | 1,77                      |                          |                          |
|                | Jean-Michel Rovida     | AC             | 90                        | 1,03                      |                          |                          |
|                | Bruno Morin            | NC             | 149                       | 1,71                      |                          |                          |
|                | Jean-Claude Castel     | UMP            | 2 665                     | 30,61                     | 4 049                    | 48,01                    |
|                | Noël Chuisano          | DLR            | 52                        | 0,60                      |                          |                          |
|                | Jean-Claude Diedrich   | FN             | 1 343                     | 15,42                     |                          |                          |
|                |                        |                |                           |                           |                          |                          |
| Inscrits       | Inscrits               | Inscrits       | 15 347                    | 100,00                    | 15 347                   | 100,00                   |
| Abstentions    | Abstentions            | Abstentions    | 6 544                     | 42,64                     | 6 685                    | 43,56                    |
| Votants        | Votants                | Votants        | 8 803                     | 57,36                     | 8 662                    | 56,42                    |
| Blancs et nuls | Blancs et nuls         | Blancs et nuls | 96                        | 1,09                      | 228                      | 2,63                     |
| Exprimés       | Exprimés               | Exprimés       | 8 707                     | 98,91                     | 8 434                    | 97,37                    |

### Élection présidentielle de 2017
Source : Ministère de l'Intérieur - Manosque
| Candidat    | Candidat              | Premier tour | Premier tour | Second tour | Second tour |
| Candidat    | Candidat              | Voix         | %            | Voix        | %           |
| ----------- | --------------------- | ------------ | ------------ | ----------- | ----------- |
|             | Jean-Luc Mélenchon    | 2 654        | 22,48        |             |             |
|             | Emmanuel Macron       | 2 599        | 22,02        |             |             |
|             | François Fillon       | 2 554        | 21,65        |             |             |
|             | Marine Le Pen         | 2 410        | 20,42        |             |             |
|             | Benoît Hamon          | 623          | 5,28         |             |             |
|             | Nicolas Dupont-Aignan | 548          | 4,64         |             |             |
|             | Jean Lassalle         | 138          | 1,17         |             |             |
|             | Philippe Poutou       | 112          | 0,95         |             |             |
|             | François Asselineau   | 96           | 0,81         |             |             |
|             | Nathalie Arthaud      | 48           | 0,41         |             |             |
|             | Jacques Cheminade     | 23           | 0,19         |             |             |
|             |                       |              |              |             |             |
| Inscrits    | Inscrits              | 16 060       | 100,00       |             | 100,00      |
| Abstentions | Abstentions           | 4 006        | 24,94        |             |             |
| Votants     | Votants               | 12 054       | 75,06        |             |             |
| Blancs      | Blancs                | 164          | 1,36         |             |             |
| Nuls        | Nuls                  | 85           | 0,71         |             |             |
| Exprimés    | Exprimés              | 11 805       | 97,93        |             |             |